# لوکایننا د لاس تورس
لوکایننا د لاس تُرِس (به اسپانیایی: Lucainena de las Torres) دهستانی در استان آلمریای اسپانیا است.
در این دهستان ۶۶۴ نفر زندگی می‌کنند. مساحت این دهستان ۱۲۳ کیلومتر مربع است.